# 4757 Liselotte
A 4757 Liselotte (ideiglenes jelöléssel 1973 ST) egy kisbolygó a Naprendszerben. Cornelis Johannes van Houten,  Ingrid van Houten-Groeneveld,  Tom Gehrels fedezte fel 1973. szeptember 19-én.